# Raión de Novokubansk
El raión de Novokubansk (del ruso: Новокубанский район) es uno de los treinta y siete raiones en los que se divide el krai de Krasnodar, en Rusia. Está situado en el área oriental del krai. Limita al sur con el raión de Otrádnaya, con el raión de Labinsk al suroeste, al oeste con el de Kurgáninsk, al noroeste con el raión de Gulkévichi, al nordeste con el raión de Novoaleksándrovsk y el raión de Izobilni del krai de Stávropol y al este con el ókrug urbano de la ciudad de Armavir y el raión de Uspénskoye. Tiene una superficie de 1 823 km² y una población que en 2010 sumaba 86 750 habitantes. Su centro administrativo es Novokubansk.
El relieve del raión es relativamente llano, incrementando la altitud hacia las zonas meridionales, y está enclavado en las llanuras del curso medio del río Kubán, que atraviesa el raión en su sección septentrional.  En su parte sur ocupa las tierras situadas al oeste del curso del río Urup.

## Historia
El raión fue establecido el 20 de junio de 1936 en la composición del krai de Azov-Mar Negro al distinguirse la ciudad de Armavir del anterior raión de Armavir y quedar como capital Novokubánskaya. Inicialmente estaba compuesto por 12 selsoviets: Baronovski, Gorkobalkovski, Izmáilovski, Kamyshevajski, Kovalevski, Kosiákinski, Krasnopolianski, Liápinski, Mirni, Novokubanski, Prochnookópski y Fortshtadtski. El 13 de septiembre de 1937 pasa a formar parte del krai de Krasnodar.
El 28 de abril de 1962 se incluyen en el raión las tierras de los disueltos raiones de Sovétskaya y Uspénskoye. Este último fue restablecido el 21 de febrero de 1975.

## Demografía
| Año  | Población |
| ---- | --------- |
| 1959 | 54 958    |
| 1970 | 117 696   |
| 1979 | 74 841    |
| 1989 | 76 275    |
| 2002 | 87 478    |
| 2010 | 86 570    |

De los 86 572 habitantes de 2006 el 40.1 % era población urbana y el 59.9 % restante rural.

## División administrativa
El raión se divide en un municipio urbano y ocho municipios rurales, que engloban a 53 localidades.
| Municipios de tipo urbano        | Poblaciones* |
| -------------------------------- | --- |
| Municipio urbano Novokubánskoye  | - ciudad Novokubansk |
| Municipios de tipo rural         | |
| Municipio rural Beskórbnenskoye  | - stanitsa Beskórbnaya - jútor Novovoskresenski |
| Municipio rural Kovalévskoye     | - seló Kovalévskoye - posiólok Progres - posiólok Vosjod - posiólok Komsomolski - posiólok Mirskói - jútor Borvinok - jútor Severokavkazski - jútor Krásnaya Zvezdá - posiólok Lesjoz - posiólok Zheleznodorozhnoi platformy Kotseby                                                                                      |
| Municipio rural Liápinskoye      | - jútor Liápino - seló Kamyshevaja - jútor Novokarski - posiólok Stepnói |
| Municipio rural Novoselskoye     | - posiólok Gluboki - seló Novoselskoye - posiólok Stepnói - jútor Kasparovski - posiólok Pchela |
| Municipio rural Prikubánskoye    | - posiólok Prikubanski - posiólok Pervomaiski - posiólok Peredovói - stanitsa Kosiakinskaya - jútor Górkaya Balka - posiólok Vesioli |
| Municipio rural Prochnookópskoye | - stanitsa Prochnookópskaya - jútor Fortshtadt |
| Municipio rural Sovétskoye       | - posiólok Sovétskaya - jútor Steblitski - seló Radíshchevo - jútor Razdolni - posiólok Podlesni - jútor Rodnikovski - posiólok Yuzhni |
| Municipio rural Verjnekubánskoye | - jútor Kírova - jútor Bolshevik - posiólok Dalni - posiólok Západni - posiólok Zorka - jútor Ivánovski - jútor Izmáilov - posiólok Zheleznodorozhnogo razvezda Kara-Dzhalga - jútor Marinski - jútor Léninski - jútor Rote-Fane - posiólok Tiopli - jútor Fiódorovski - jútor Engelsa - jútor Shefkomuna - jútor Telmana |

*Los centros administrativos están resaltados en negrita.

## Clima
El clima de la región es seco, siendo la cantidad media anual de precipitaciones 551 mm. Los valores mayores se registran en el período cálido (abril-septiembre) — 340 mm, y los menores — en el período frío — 211 mm. El invierno es corto y suave, pero en ocasiones puede ser severos con el períodos largos de heladas. El verano es bochornoso y largo. En primavera y el verano vientos orientales y del sudoeste tienen carácter seco y cálido.

## Economía y transporte
El tipo de suelo predominante es el chernozem. La principal actividad económica del raión es la agricultura, en su desarrollo ocupa un nivel destacado en el krai. En el territorio se hallan depósitos de extracción de arena y arcilla.
Por los alrededores del centro administrativo del distrito pasa la línea del ferrocarril del Cáucaso Norte. La carretera federal M-29 Cáucaso Pávlovskaya-frontera azerí pasa por la sección norte del raión, 2 km al oeste de Novokubansk.